# První dáma

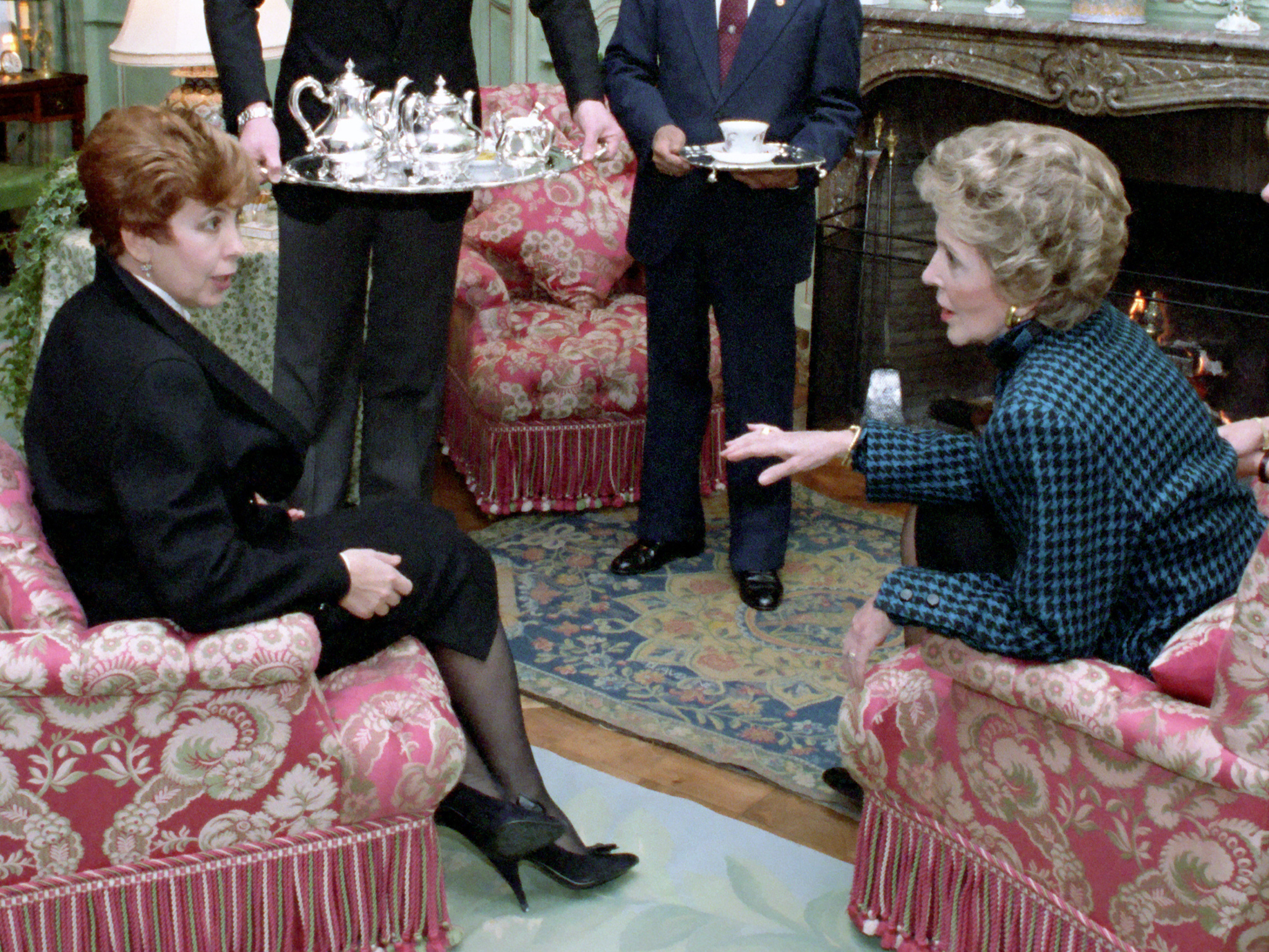
První dáma SSSR Raisa Gorbačovová (vlevo) a první dáma USA Nancy Reaganová (vpravo) při setkání v Ženevě, 19. listopadu 1985

První dáma (anglicky First Lady, německy Erste Dame, španělsky Primera dama, francouzsky Première dame, rusky Первая леди, Pjervaja ledi) představuje v republikách neoficiální označení pro manželku či partnerku (případně též dceru, sestru, neteř či snachu) nejvyššího státního funkcionáře, typicky prezidenta. V případě manžela či partnera se používá označení první pán, první muž či první gentleman. První dáma či pán se zúčastňuje společenských, politických či diplomatických akcí (jako například tradičního novoročního oběda s předsedou vlády) a plní reprezentativní, charitativní a jiné povinnosti.

## Seznamy prvních dam

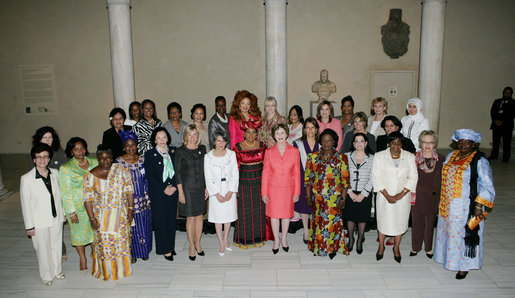
První dámy 36 států v Metropolitním muzeu umění v New Yorku v září 2008

Zde jsou uvedeny seznamy prvních dam podle států:
- Seznam prvních dam Československa
- Seznam prvních dam České republiky
- Seznam prvních dam Slovenské republiky
- Seznam prvních dam Rakouské republiky
- Seznam prvních dam Spojených států amerických
- Seznam prvních dam Ruské federace
- Seznam prvních dam Sovětského svazu
- Seznam prvních dam Itálie
- Seznam prvních dam Moldavska
- Seznam prvních dam Izraele
- Seznam prvních dam Rumunska